# Bouchaïb El Ahrach
Bouchaib El Ahrach (Tétouan, 5 settembre 1972) è un arbitro di calcio marocchino.

## Carriera
È nominato internazionale il 1º gennaio 2008.
Nell'ottobre del 2010 ha fatto il suo esordio in una sfida tra nazionali maggiori, dirigendo la partita di qualificazione alla Coppa delle nazioni africane 2012 tra Guinea e Nigeria.
Nel gennaio 2011 dirige al Campionato africano di calcio Under-17.
Il 27 luglio 2011 ha diretto la finale di Supercoppa di Francia, disputatasi nell'occasione a Tangeri.
Nel gennaio 2012 è tra gli arbitri selezionato per la Coppa delle nazioni africane 2012.. In questa occasione dirige una sola partita nella fase a gironi.
Il 17 novembre 2012 dirige la finale di ritorno di CAF Champions League, tra l'Espérance di Tunisi e l'Al-Ahly.
Nel gennaio del 2013 è nuovamente selezionato per la Coppa delle nazioni africane 2013. Si tratta della sua seconda partecipazione a questa competizione. Viene designato per due partite della fase a gironi.
Nell'ottobre del 2013 è designato per dirigere uno dei cinque spareggi CAF per l'accesso ai mondiali 2014, e precisamente la sfida di andata tra Ghana ed Egitto.
Nel gennaio del 2015 è selezionato per la Coppa delle nazioni africane 2015. Questa è stata la sua terza apparizione nella manifestazione continentale.